# Acanthacaca katumbea
Acanthacaca katumbea is een hooiwagen uit de familie Assamiidae. De wetenschappelijke naam van Acanthacaca katumbea gaat  terug op Roewer.